# Joel Yanofsky
Pour les articles homonymes, voir Yanofsky.
Joel Yanofsky, né à Montréal en 1955 et mort le 23 décembre 2020, est un romancier, chroniqueur et critique littéraire québécois de langue anglaise.

## Biographie
Né à Montréal, il grandit dans le quartier de Chomedey à Laval, où ses parents ont déménagé depuis le quartier juif de Montréal non loin de la rue Saint-Urbain. 
Les critiques littéraires et les articles de Yanofsky paraissent, entre autres, dans The Village Voice, Canadian Geographic, Chatelaine, The Globe and Mail, The Toronto Star et The Montreal Gazette. 
Ses romans les plus populaires sont Jacob's Ladder, Homo Erectus: And Other Popular Tales of True Romance, ainsi que Mordecai and Me: An Appreciation of a Kind.
En 2011, il fait paraître un livre de mémoires, Bad Animals: A Father’s Accidental Education in Autism, qui évoque l'autisme de son fils.
Il est également professeur de journalisme à l'université Concordia. 
Avant sa mort, Yankovsky avait travaillé sur un mémoire concernant son expérience dans la communauté juive à Chomedey.

## Œuvres

### Romans
- Homo Erectus: And Other Popular Tales of True Romance (1995)
- Jacob's Ladder (1997) Publié en français sous le titre L'Échelle de Jacob, traduit par Ivan Steenhout, Éditions de la Pleine Lune, 2001
- Mordecai and Me: An Appreciation of a Kind (2003)

### Mémoires
- Bad Animals: A Father’s Accidental Education in Autism (2011)

### Autre publication
- To Make a Difference : a prescription for a good life (2014), en collaboration avec Morris Goodman Publié en français sous le titre Cultiver la différence : prescription pour une vie réussie, traduit par Michel Buttiens, Marie-Françoise Lalande et Marie-Josée Raymond, McGill-Queen's University Press, 2015